# Canal Landwehr

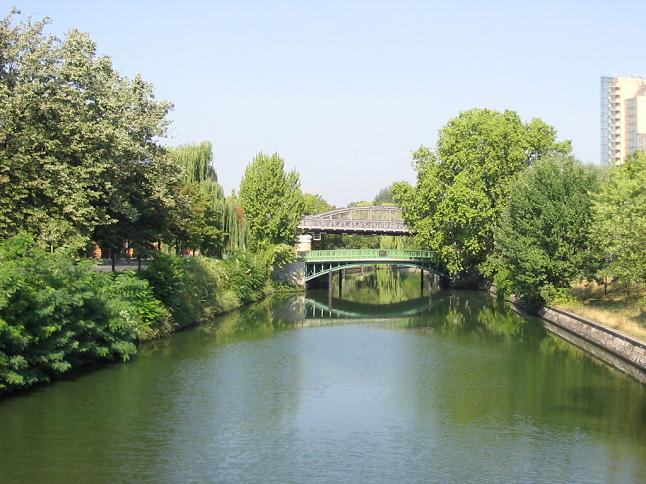
Vista al llarg del canal de Landwehr fins al Köthener Brücke i el pont de l'U2.

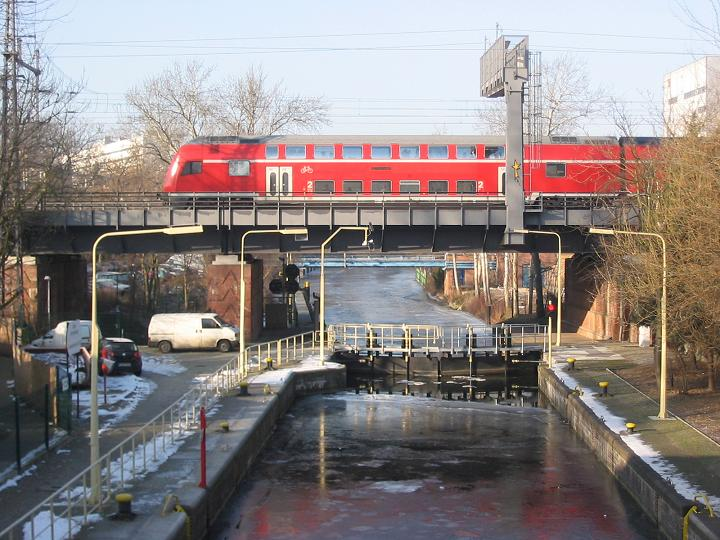
Resclosa inferior i pont Stadtbahn.

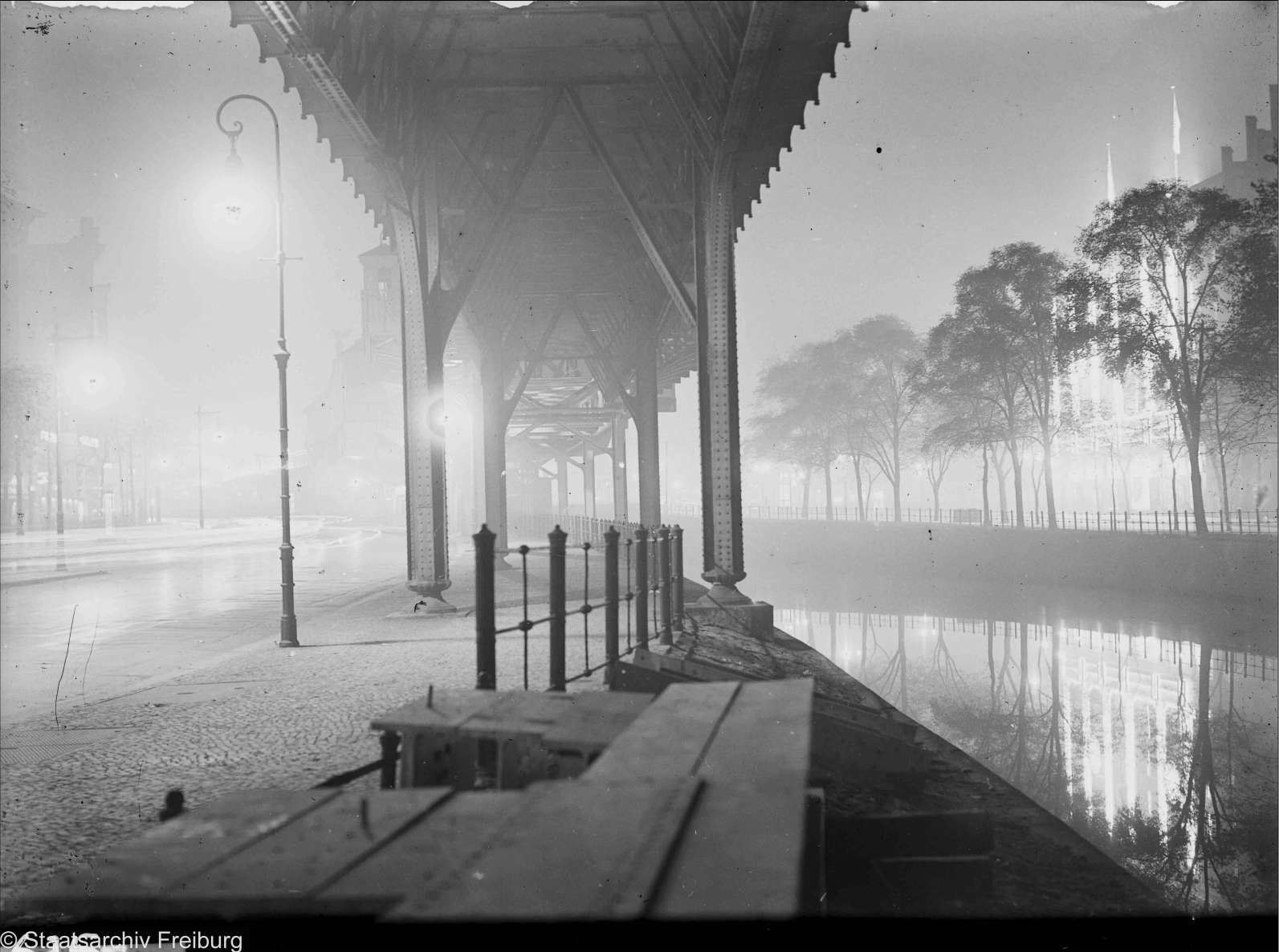
Fotografiat el 1928, a prop del lloc de la voladura que es feu el 1945.

El canal de Landwehr (alemany: Landwehrkanal), és un canal hidràulic de 10,7 quilòmetres paral·lel al riu Spree a Berlín, Alemanya, construït entre 1845 i 1850 segons plànols de Peter Joseph Lenné. Connecta la part superior de l'Spree al port oriental (Osthafen) a Friedrichshain amb la seua part baixa a Charlottenburg, travessant Kreuzberg i Tiergarten.

## Història
Lenné va dissenyar un canal amb parets inclinades, una amplada mitjana de 20 metres a la superfície i rescloses a prop dels dos extrems per a controlar la profunditat de l'aigua. En el transcurs de dues ampliacions (1883–1890 i 1936–1941), va assolir una amplitud de 22 m i una profunditat de 2 m. Hui la via fluvial és utilitzada principalment per vaixells turístics i embarcacions d'esbargiment.

## Característiques
El canal Landwehr ix del riu Spree al port oriental de Friedrichshain, a l'est del centre de la ciutat. De seguida baixa per la resclosa superior (Schleusenufer) i es dirigeix en línia recta al sud-oest fins a la seua unió amb el canal de vaixells de Neukölln, que proporciona una connexió amb el canal de Teltow. Ací el canal de Landwehr gira al nord-oest a través de Kreuzberg, al llarg del Paul-Lincke-Ufer.
A Kreuzberg, el canal passa per l'entrada de l'antic canal de Luisenstadt que, entre 1852 i 1926, va proporcionar una connexió més amb el riu Spree. Tot i que des d'aleshores s'ha omplert i convertit parcialment en un jardí públic, el seu recorregut encara es pot traçar pels carrers paral·lels que flanquegen amb els seus distintius damm agregats.
Més a l'oest, encara a Kreuzberg, el canal és paral·lel durant aproximadament 1 quilòmetre a la línia U1 de l'U-Bahn de Berlín, que passa ací com a ferrocarril elevat. Després de les estacions elevades de Möckernbrücke i Hallesches Tor, l'U1 travessa el canal per un pont d'alt nivell que també pel pont del ferrocarril que donava accés a l'analter Bahnhof, ara enderrocat. Poc després, la línia elevada U2 també travessa el canal.
Després d'entrar al Tiergarten, el canal flueix entre el parc Großer Tiergarten i el Jardí Zoològic de Berlín. Ací, passa per la resclosa inferior (Unterschleuse) i té un pont per a evitar la Berlin Stadtbahn. Aquest històric ferrocarril elevat transporta els trens S-Bahn, Regional-Express i InterCity. El canal Landwehr es reuneix amb el riu Spree a Charlottenburg, immediatament davant de l'entrada del canal de Charlottenburg en una cruïlla de vies navegables coneguda com a Spreekreuz.

## Esdeveniments
Després que Rosa Luxemburg fos executada el 15 de gener de 1919, el seu cos va ser llançat al canal de Landwehr, on no es trobà fins a l'1 de juny de 1919. Un memorial marca el lloc.
El 1920, Anna "Anastasia" Anderson (Franziska Schanzkowska) va intentar suïcidar-se llançant-se a l'aigua.
El 1932 es va acabar la construcció inicial de la Shell-Haus amb vista al canal.
El 27 d'abril de 1945, l'Exèrcit Roig s'estava apropant a l'últim bastió defensiu de l'exèrcit alemany al districte de Tiergarten de Berlín. Mentre algunes tropes soviètiques utilitzaven els túnels de l'U-bahn per al seu avançament, els enginyers militars alemanys, aparentment actuant per ordres directes de Hitler, van fer volar els murs de contenció d'un túnel ferroviari adjacent al canal, ofegant molts civils i evacuant les víctimes de l'exèrcit (en trens hospitalaris) que es van refugiar als túnels.
El 8 de juny de 1962, un grup de catorze refugiats d'Alemanya de l'Est van requisar el vapor fluvial Friedrich Wolff, aixecaren plaques d'acer al voltant de la timonera i van navegar des de l'Spree fins al canal de Landwehr. Una patrullera d'Alemanya de l'Est els va interceptar i obrí foc, però la policia d'Alemanya Occidental va tornar el foc i tots atracaren amb seguretat a la riba del canal, a l'oest.